# Peercoin
Peercoin, aussi connu sous le nom de PPCoin, est une cryptomonnaie pair-à-pair utilisant le système de preuve de travail et de preuve d'enjeu,.
Peercoin est tiré d'un livre blanc édité en août 2012 qui listait les auteurs comme étant Scott Nadal et Sunny King. Sunny King, qui a aussi créé Primecoin, est un pseudonyme. L'engagement de Nadal ayant diminué peu à peu jusqu'en novembre 2013, laissant finalement Sunny King comme seul développeur au cœur de Peercoin.
Peercoin fut inspiré de Bitcoin, il partage avec lui une grande partie de son code source ainsi que son implémentation technique. Le code source de Peercoin est distribué sous licence logicielle MIT/X11.
Peercoin est la 111e plus grande capitalisation boursière pour une cryptomonnaie basée sur le minage. Peercoin a une capitalisation boursière de $33,3 millions USD en date du 26 novembre 2021. Contrairement à Bitcoin, Namecoin, et Litecoin, Peercoin n'a pas de limite stricte sur le nombre de pièces possibles, mais est conçu pour finalement atteindre un taux d'inflation annuel de 1 %. Cette fonctionnalité, combinée avec une efficacité écoénergétique élevée, permet une plus grande évolution à le long terme.